# Sirrah (motorfiets)
Sirrah is een historisch Brits merk van motorfietsen.
Alfred Wiseman Ltd., Birmingham (1922-1925).
De constructeur van het merk Sirrah heette Harris. Voor zijn motorfietsen gebruikte hij eigen 211- en 292 cc tweetaktmotoren en ook JAP- en Blackburne- 346- en 498 cc kopklep-eencilinders. Bij Wiseman werden ook de Verus-motorfietsen gebouwd, die in Italië als Veros verkocht werden. Zie ook Weaver.